# Sankt Radegund bei Graz
Sankt Radegund bei Graz è un comune austriaco di 2 063 abitanti nel distretto di Graz-Umgebung, in Stiria.